# Henri Roussel de Courcy
Philippe Marie Henri Roussel de Courcy (Orléans, 30 maggio 1827 – Parigi, 8 novembre 1887) è stato un militare francese. Generale di divisione, governatore di Nancy nel 1881, quando questa città era un'importante roccaforte francese di fronte alla Lorena, regione annessa dalla Germania. Comandò il Corpo di spedizione del Tonchino negli anni 1885-1886.

## Biografia
Roussel de Courcy era figlio di Pierre Léon Roussel de Courcy, capitano di cavalleria e consigliere generale del dipartimento Seine-et-Marne, e di Louise Julie Adèle de Néverlée. Sua sorella Marie-Édith Roussel de Courcy sposò Jean-François-Albert du Pouget de Nadaillac.
Nel 1857 sposò Marie-Mathilde-Henriette (1837-1912), figlia del conte Charles-Marie-Augustin de Goyon.

### Carriera militare
Il 27 novembre 1844 Roussel de Courcy entrò all'accademia militare di Saint-Cyr, dalla quale uscì con il grado di sottotenente, assegnato dal 1º ottobre 1846 al 25º reggimento di fanteria leggera. Fu promosso tenente il 19 luglio 1849. Prestò servizio a Roma dal 1º luglio 1849 al 3 agosto 1849. Dal 2 novembre 1850 al 18 febbraio 1854 recò in Africa, dove fu promosso capitano nel 15º battaglione cacciatori a piedi a far data dal 29 dicembre 1853. Il 25 agosto 1855 passò al 14º battaglione cacciatori a piedi. Dal 12 settembre 1855 al 19 giugno 1856 partecipò alla guerra di Crimea, poi, dal 21 febbraio 1858 al 14 ottobre 1861, fu nuovamente inviato a Roma e prestò servizio come ufficiale d'ordinanza del suocero, allora comandante della divisione corpo di spedizione francese. Passò al 25º reggimento di fanteria di linea con il grado di chef de bataillon a far data dal 25 maggio 1860.

#### Messico
Il 23 giugno 1862 Roussel de Courcy passò al 62º reggimento di fanteria di linea. Partecipa dal 26 agosto 1862 al 7 aprile 1866 all'intervento francese in Messico, durante il quale comanda il 1º battaglione cacciatori a piedi a partire dal 11 dicembre 1862. Il 27 marzo 1863 venne ferito da un colpo d'arma da fuoco davanti a Puebla e il 29 marzo 1863, dopo la presa del penitenziario di Puebla, fu citato nel rapporto speciale del generale comandante in capo del corpo di spedizione in Messico. Venne promosso tenente colonnello il 12 agosto 1864 nel 74º reggimento di fanteria di linea. Passò 3º reggimento Zuavi il 2 febbraio 1865. Citato nell'ordine del giorno dell'esercito il 22 maggio 1864 pe lo scontro di Valparaiso e citato nell'ordine generale del copro di spedizione in Messico del 10 gennaio 1866 pe lo scontro di Limopon, fu promosso colonnello del reggimento straniero il 17 gennaio 1866.

#### Guerra franco-prussiana
Roussel de Courcy scambiò il suo posto al reggimento straniero con il colonnello Guilhelm e il 24 gennaio 1866 passò al 90º reggimento di fanteria di linea, facente parte dell'Armata del Reno durante la guerra franco-prussiana. Partecipò alle battaglie di Borny-Colombey, il 14 agosto 1870, e di Gravelotte, il 16 agosto 1870.
Chiamato a comandare la 1ª brigata della 1ª divisionr del 3º corpo d'armata del Reno, il 15 settembre 1870 venne nominato generale di brigata a titolo provvisorio. Nonostante il suo grado, condusse il suo reggimento sotto il fuoco a Mercy il 27 settembre 1870. Fatto prigioniero il 29 ottobre 1870, fu liberato il 19 marzo 1871. Fu quindi messo a disposizione del generale Justin Clinchant e delle truppe riunite a Cambrai il 29 marzo 1871. Il 22 aprile 1871 gli fu confermato il grado di generale di brigata. A far data dal 24 aprile 1871 fino al 7 giugno 1871 comandò la 1ª brigata della 1ª divisione del 5º corpo d'armata di Versailles, che fu tra le prime ad entrare a Parigi.
Ricevette il comando della 44ª brigata di fanteria della 22ª divisione dell'11º corpo d'armata a Brest il 20 ottobre 1873. Il 3 ottobre 1874 prese il comando della brigata d’artiglieria dell'11º corpo d’armata a Vannes.
Entrato nel dipartimento degli affari esteri per una missione presso l'esercito russo durante le operazioni contro i Turchi nel Caucaso, il 8 ottobre 1877  fu designato dal ministro della guerra come addetto militare presso il granduca Michele.
Promosso generale di divisione l'8 gennaio 1878, comandò l'11ª divisione di fanteria del 6º corpo d'armata e la sottodivisione di Nancy a far data dal 12 febbraio 1878, poi la 32ª divisione di fanteria del 16º corpo d'armata e le sottodivisioni di Narbonne, Perpignan, Carcassonne e Albi dal 24 gennaio 1879, poi la 15ª divisione di fanteria dell'8º corpo d'armata e le sottodivisioni di Chalon-sur-Saône, Mâcon, Auxonne e Dijon dal 5 marzo 1879, poi l'11ª divisione di fanteria del 6º corpo d'armata di Nancy, Toul, Neufchâteau, Troyes dal 20 ottobre 1880.
Divenne governatore di Nancy e Toul il 12 marzo 1881, comandante del 6º corpo d'armata il 4 luglio 1881 e poi comandante del 10º corpo d'armata il 20 aprile 1883.

#### Tonchino

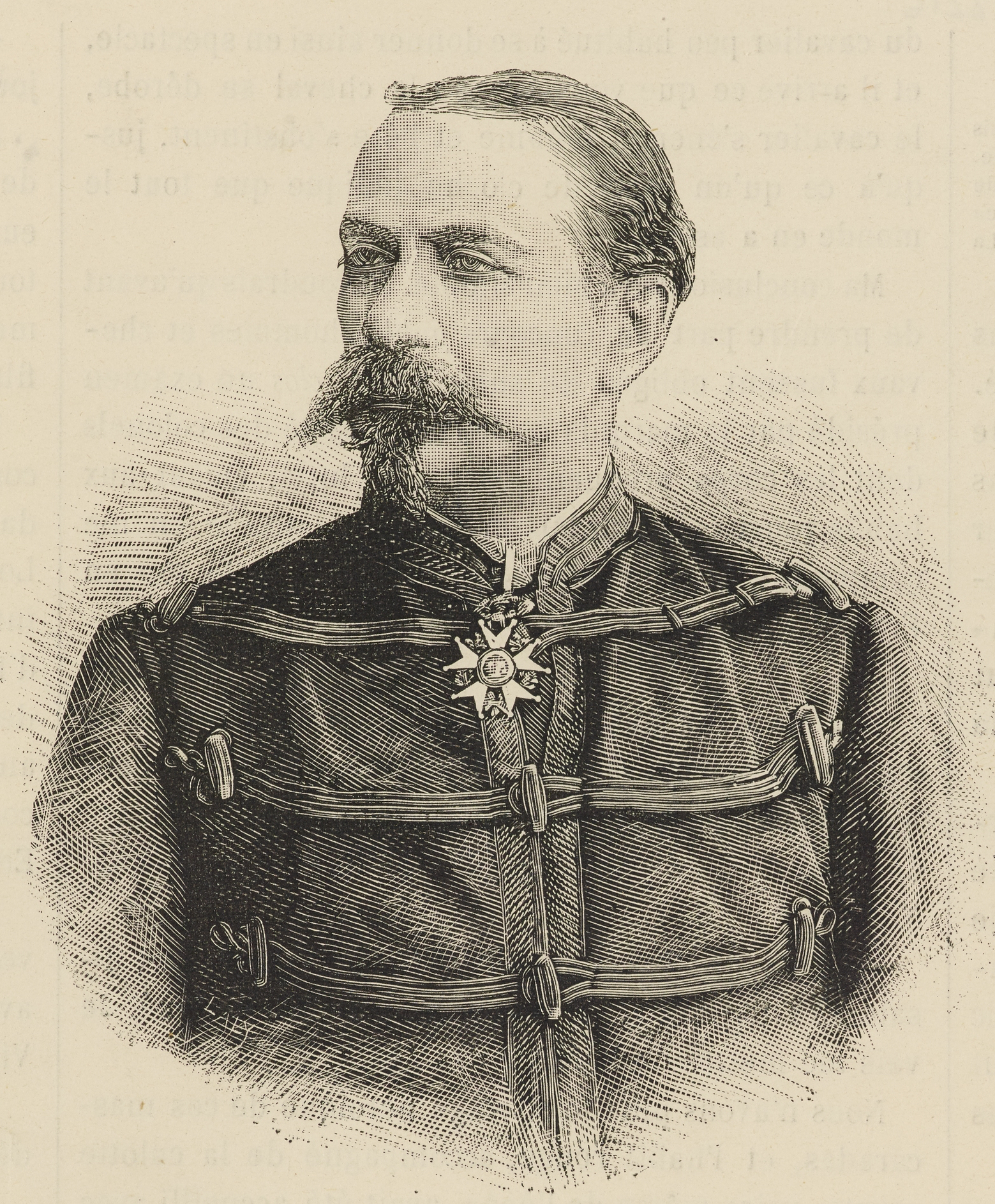
Il generale de Courcy, comandante in capo delle Corpo di spedizione del Tonchino

Dal 14 aprile 1885 al 26 gennaio 1886 Roussel de Courcy fu comandante del Corpo di spedizione del Tonchino e residente generale dell'Indocina francese dal 31 maggio 1885 al 26 gennaio 1886. Giunse in Tonchino il 1º giugno 1886 per sostituire Louis Brière de l'Isle al comando del corpo si spedizione. Il 3 luglio 1885 arrivò a Huế e convocò nella sua residenza Nguyễn Văn Tường e Tôn Thất Thuyết, entrambi reggenti della corte reale vietnamita, per discutere sulla presentazione delle sue credenziali all'imperatore Hàm Nghi. Si presentò solo Tường, perché Thuyết era malato. Roussel de Courcy minacciò di far arrestare Thuyết. Il colloquio degenerò nonostante l'intervento personale dell'imperatrice vedova Từ Dụ e Thuyết tese a Roussel de Courcy un'imboscata, che però fallì. Thuyết e Hàm Nghi fuggirono da Huế e si rifugiarono nella cittadella di Tân Sở, da dove Hàm Nghi esortò il popolo vietnamita alla ribellione contro i colonizzatori francesi. Ne conseguì un'insurrezione su larga scala, chiamata movimento Cần Vương, che si diffuse in tutto il Vietnam fino al 1889.
Roussel de Courcy nominò "principe reggente" Nguyễn Phúc Miên Định e grandi segretari Nguyễn Hữu Độ, Phan Đình Bình e Nguyễn Văn Tường. A settembre, esiliò Tường sulle isole Côn Đảo e insediò come nuovo imperatore Đồng Khánh.
Gli insuccessi di Roussel de Courcy nel sedare l'insurrezione del Cần Vương e i contrasti con gli altri alti ufficiali francesi in Indocina portarono al suo richiamo in patria. Fu sostituito dal generale Warnet (dal 27 gennaio 1886 al 7 aprile 1886) e poi da un residente civile, il deputato Paul Bert (dal 8 aprile 1886 all'11 novembre 1886).
Ritornato in patria, il 1º maggio 1887 fu messo a disposizione del ministero. Morì a Parigi il 8 novembre 1887.

## Decorazioni

### Decorazioni francesi
- Grand'ufficiale della Legion d'onore (1884)
- Médaille commémorative de l'expédition du Mexique
- Médaille commémorative de l'expédition du Tonkin

### Decorazioni straniere
- Commendatore dell'Ordine Piano (1857)
- Cavaliere di 5ª classe dell'Ordine di Mejīdiyye (1859)
- Ufficiale dell'Ordine Imperiale di Nostra Signora di Guadalupe (1866)
- Commendatore dell'Ordine di Leopoldo (1868)
- Cavaliere di 1ª classe dell'Ordine di Sant'Anna (1879)
- Cavaliere di 4ª classe dell'Ordine di San Giorgio (1879)
- Medaglia commemorativa della campagna del Caucaso del 1878